# 私立恵比寿中学 (アルバム)
『私立恵比寿中学』（しりつえびすちゅうがく）は、2022年3月23日にSME Recordsから発売された私立恵比寿中学の7thアルバムである。

## 概要
- 前作『playlist』から2年3ヶ月ぶり、新体制となってから初のフル・アルバム[2]。

- 完全生産限定盤A、完全生産限定盤B、初回仕様通常盤の3形態で発売する。

## 収録曲

### 楽曲解説
1. 「Anytime, Anywhere」[3]
第1弾先行リード曲[4]。
2021年11月26日に先行配信開始。ジャケットはメンバーの小林歌穂が描き下ろした。
同年12月16日にリリックビデオ[5]を公開した。私立恵比寿中学（エビ中）メンバーとファミリー（ファン）が送った写真から作られた「LIFEの一瞬」をつないだ作品となっている[6]。
2022年2月7日に大学芸会2021のライブ動画[7]、3月18日に360 Reality Audioスペシャルビデオ[8]を公開。
楽曲提供した大橋ちっぽけは「いつだろうと、どこにいようと、不安が募ったらお互いを望み合って、そばにいることで感じられる、言葉以上の想いを確かめ合えたら素敵だよね、という気持ちを込めて作詞・作曲しました」とコメントした[9]。
ベストアルバム『中吉』（2022年）のCD1にも収録。
2. 「イエローライト」[10]
3. 「きゅるん」[11]
4. 「ハッピーエンドとそれから」[12]
第2弾先行リード曲。
2022年3月9日に先行配信を開始、ミュージックビデオ[13]を公開した[14]。
ベストアルバム『中吉』（2022年）のCD1にも収録。
5. 「トキメキ的週末論」[15]
6. 「シュガーグレーズ」[16]
7. 「さよなら秘密基地」[17]
8. 「宇宙は砂時計」[18]
9. 「イヤフォン・ライオット」[19]
10. 「ファミえんベストアルバム」『FAMIEN'21 L.P.』（2021年）にも収録。

### 収録曲クレジット
（私立恵比寿中学：真山りか、安本彩花、星名美怜、柏木ひなた、小林歌穂、中山莉子、桜木心菜、小久保柚乃、風見和香）
| #   | タイトル                     | 作詞                | 作曲                        | 編曲                  | 時間 |
| --- | ---------------------------- | ------------------- | --------------------------- | --------------------- | ---- |
| 1.  | 「Anytime, Anywhere」        | 大橋ちっぽけ        | 大橋ちっぽけ                | 岩崎隆一              | 3:49 |
| 2.  | 「イエローライト」           | 田村歩美            | 田村歩美                    |                       | 4:34 |
| 3.  | 「きゅるん」                 | 高橋久美子          | COMiNUM Myko ISLAND Ryo Ito | TomoLow               | 3:16 |
| 4.  | 「ハッピーエンドとそれから」 | 石原慎也(Saucy Dog) | 石原慎也(Saucy Dog)         | 板井直樹              | 5:03 |
| 5.  | 「トキメキ的週末論」         | 児玉雨子            | 山﨑佳祐                    | 山﨑佳祐              | 4:27 |
| 6.  | 「シュガーグレーズ」         | TORIENA             | TORIENA                     | TORIENA               | 3:33 |
| 7.  | 「さよなら秘密基地」         | けんたあろは        | けんたあろは                | けんたあろは          | 3:46 |
| 8.  | 「ナガレボシ」               | Giz’Mo(from Jam9)   | ArmySlick Giz’Mo(from Jam9) | ArmySlick             | 4:49 |
| 9.  | 「宇宙は砂時計」             | キタニタツヤ        | キタニタツヤ                | 笹川真生 キタニタツヤ | 3:53 |
| 10. | 「イヤフォン・ライオット」   | 児玉雨子            | 杉山勝彦                    | 野村陽一郎            | 4:02 |

| #         | タイトル                                                             | 作詞         | 作曲         | 編曲               | 時間  |
| --------- | -------------------------------------------------------------------- | ------------ | ------------ | ------------------ | ----- |
| 11.       | 「なないろ - from THE FIRST TAKE」                                   | 池田貴史     | 池田貴史     | 池田貴史、山口寛雄 | 4:28  |
| 12.       | 「ジャンプ – from THE FIRST TAKE」(私立恵比寿中学 with 石崎ひゅーい) | 石崎ひゅーい | 石崎ひゅーい | トオミヨウ         | 4:43  |
| 合計時間: | 合計時間:                                                            | 合計時間:    | 合計時間:    | 合計時間:          | 50:27 |

### Blu-ray（完全生産限定盤A）
大学芸会2021〜Reboot〜ライブ映像を収録。

### Blu-ray（完全生産限定盤B）
シン・EVERYTHING POINT 2/2(ちゅうおん〜大学芸会)を収録。前編の「シン・EVERYTHING POINT 1/2」は、ライブアルバム『エビ中 秋声と螻蛄と音楽の輝き 題して「ちゅうおん」2021』期間生産限定盤（2021年12月22日発売）に付属するBlu-rayに収録されている。

## リリース日一覧
| 地域 | リリース日    | レーベル    | 規格        | カタログ番号                        |
| ---- | ------------- | ----------- | ----------- | ----------------------------------- |
| 日本 | 2022年3月23日 | SME Records | CD＋Blu-ray | SECL-2740 - 2741（完全生産限定盤A） |
| 日本 | 2022年3月23日 | SME Records | CD＋Blu-ray | SECL-2742 - 2743（完全生産限定盤B） |
| 日本 | 2022年3月23日 | SME Records | CD          | SECL-2744（初回仕様通常盤）         |